# Lil' Caesar
James Lloyd (n. Brooklyn, Nueva York, Estados Unidos, 20 de agosto de 1977), más conocido como Lil' Caesar, Lil' Cease o Cease-A-Leo, es un rapero estadounidense. Integrante de la banda de música, es el líder (con excepción de Notorious B.I.G.) del grupo de hip hop Junior M.A.F.I.A..

## Trayectoria
Primo de Notorious B.I.G., estaba con él cuando fue asesinado en 1997. Su primer lanzamiento tuvo lugar en 1995 con el álbum Conspiracy con Junior M.A.F.I.A., posteriormente intervino como estrella invitada apareciendo en los álbumes de otros artistas tales como en Hard Core de Lil' Kim, en Release Some Tension de SWV y en Harlem World de Mase. Después Lil' Caesar realiza su primer y hasta ahora único álbum en solitario The Wonderful World of Cease A Leo en 1999. Ocupará el puesto 26 en la lista de éxitos de Billboard 200 y será el número tres en la Top R&B/Hip-Hop Albums, destacando el éxito del sencillo Play Around. En el 2005, Lil' Cease, Banger y MC Klepto reunían los Junior M.A.F.I.A. realizando el segundo álbum del grupo, Riot Musik.

## Discografía
| Año  | Álbum                              | Puesto en las listas de éxitos | Puesto en las listas de éxitos | Puesto en las listas de éxitos |
| Año  | Álbum                              | EE. UU.                        | EE. UU. Hip-Hop                |                                |
| ---- | ---------------------------------- | ------------------------------ | ------------------------------ | ------------------------------ |
| 1999 | The Wonderful World of Cease A Leo | 26                             | 3                              |                                |